# Wilton, Wiltshire
Wilton är en småstad och civil parish i grevskapet Wiltshire i södra England. Staden ligger i enhetskommunen Wiltshire, strax väster om Salisbury. Tätorten (built-up area) hade 4 305 invånare vid folkräkningen år 2021. Wilton nämndes i Domedagsboken (Domesday Book) år 1086, och kallades då Wiltone/Wiltune.